# Lucario
Lucario (ルカリオ Rukario, /luːˈkɑːrioʊ, lʊ-/) là một loài Pokémon trong series Pokémon của Nintendo và Game Freak. Được tạo ra bởi Ken Sugimori, Lucario lần đầu tiên xuất hiện với tư cách là nhân vật chính trong bộ phim Pocket Monsters Advanced Generation the Movie: Mew and the Wave Hero Lucario, và sau đó xuất hiện dưới vai trò nhân vật khách mời trong tựa game Pokémon Mystery Dungeon: Blue Rescue Team và Red Rescue Team, trước khi xuất hiện chính thức trong Pokémon Diamond và Pearl và các phần game tiếp sau đó. Đồng thời, nó cũng xuất hiện trong các sản phẩm bán lẻ, các tựa game và phim phụ cùng các ấn bản in của thương hiệu Pokémon. Lucario được lồng tiếng bởi Daisuke Namikawa, Daisuke Sakaguchi, Rikako Aikawa và Kiyotaka Furushima trong tiếng Nhật, và Bill Rogers và Sean Schemmel trong tiếng Anh.
Được biết đến như Pokémon Khí Công, Lucario có thể cảm nhận và điều khiển khí công Aura (波導 Hadō), một loại năng lượng đặc biệt được phát ra bởi nhân vật chính Ash Ketchum (サトシ Satoshi) cùng một số nhà huấn luyện sử dụng Lucario có liên kết đặc biệt với Pokémon của mình. Lucario cũng có 1 dạng Tiến hóa Mega khi cầm viên Lucarionite.
Lucario cũng là một nhân vật có thể sử dụng trong loạt game Super Smash Bros. kể từ phần Super Smash Bros. Brawl. Kể từ khi ra mắt, Lucario đã nhận được sự đón nhận một cách tích cực từ cộng đồng người hâm mộ và đã được tạo ra các sản phẩm như mô hình, thú nhồi bông hay các thẻ bài phục vụ cho Pokémon Trading Card Game.

## Sáng tạo và đặc điểm của Lucario
Thiết kế và phương hướng hội họa của Lucario được cung cấp Ken Sugimori, một người bạn của nhà sáng lập Pokémon, Satoshi Tajiri . Trong một cuộc phỏng vấn, Giám đốc sản xuất của Pokémon Diamond và Pearl, Junichi Masuda đã nói rằng cái tên "Lucario" là một trong những cái tên khó nhất từng được nghĩ ra, bởi vì họ phải làm hài lòng cả khán giả ở Nhật cũng như ở Hoa Kỳ.
Lucario là một Pokémon giống họ Chó, được dựa 1 phần vào Anubis, vị thần đầu chó cai quản Địa Ngục trong Tôn giáo Ai Cập cổ đại. Nó di chuyển bằng đầu ngón ở 2 chân với các mấu giống như ngón tay ở chi trước. Ở phần ngực và cổ tay có các gai nhọn màu trắng. Nó cũng sở hữu mõm dài và đôi tai lớn, mống mắt màu đỏ với con ngươi được bổ dọc, thân hình dạng đồng hồ cát với phần đùi lớn hơn so với phần còn lại của cơ thể, các vòng thép được tích hợp vào phần vai và hông, cùng với "mặt nạ" gấu mèo trông giống như 1 cây thiền trượng với 4 phần ăng ten như những búi tóc mà chúng dùng để cảm nhận khí công. Màu lông của Lucario phần lớn là xanh biển và đen, tuy nhiên phần ngực có lông màu vàng và trông xù xì hơn phần còn lại. Khi mở miệng, ta có thể thấy hàm răng sắc nhọn của nó.
Lucario tiến hóa lên từ Riolu khi nó lên cấp và đạt chỉ số tình bạn (Friendship) đủ cao vào ban ngày. Ngoài ra, từ thế hệ Pokémon thứ 6 trở đi (ngoại trừ thế hệ thứ 8), Lucario có thể tiến hóa Mega khi cầm Lucarionite, trở thành Mega Lucario cùng bộ chỉ số Tấn công (cả Vật Lý và Đặc biệt), phòng thủ vật lý và tốc độ tăng nhẹ. Song hệ Giác Đấu/Thép của nó có thể vô hiệu hóa điểm yếu trước hệ Bay, Siêu Linh và Tiên. Tuy nhiên, nó lại nhận điểm yếu trước hệ Đất, Lửa và chính hệ Giác Đấu.

## Sự xuất hiện

### Trong các trò chơi
Lần xuất hiện đầu tiên trong series và lần đầu xuất hiện của Lucario trong các phần game là Pokémon Mystery Dungeon: Blue Rescue Team và Red Rescue Team, tuy nhiên, nó chỉ xuất hiện trong vai trò là một bức tượng khi người chơi đạt được 15000 điểm và lên rank Lucario (rank cao nhất trong game). Sau đó, nó xuất hiện chính thức trong Pokémon Diamond và Pearl khi mà người chơi có thể nhận được dạng tiến hóa trước của nó, Riolu, dưới dạng 1 quả trứng từ nhân vật Riley (ゲン Gen) sau khi giúp anh ta ở Đảo Thép (Iron Island). Trong các tựa game, những nhà huấn luyện sử dụng Lucario nổi tiếng bao gồm: Maylene (Thủ lĩnh Hội quán thành phố Veilstone), Cynthia (Nhà vô địch vùng Sinnoh), Riley (Một nhà huấn luyện chuyên Pokémon có chỉ số tấn công vật lý cao), Bruno (Tứ Thiên Vương vùng Kanto/Johto), Marshal (Tứ Thiên Vương vùng Unova) và Korrina (Thủ lĩnh Hội quán thành phố Shalour).
Trong Pokémon Mystery Dungeon: Blue Rescue Team và Red Rescue Team, Lucario được coi là đội trưởng đội giải cứu vĩ đại nhất, và những cuộc phiêu lưu của nó đã trở thành huyền thoại. Sau khi đạt được 1 số điểm nhất định, một bức tượng Lucario sẽ xuất hiện bên ngoài căn cứ đội giải cứu. Trong khi người chơi chưa bao giờ gặp Lucario, Alakazam nói với người chơi rằng mục tiêu của nó là trở nên vĩ đại như Lucario. Trong phần Pokémon Mystery Dungeon: Explorers of Time và Explorers of Darkness, người chơi có thể tìm thấy và kết thân với 1 con Lucario, nhưng nó không có vai trò gì nổi bật. Tuy nhiên, trong phần Pokémon Mystery Dungeon: Explorers of Sky và Pokémon Super Mystery Dungeon, dạng trước tiến hóa của nó, Riolu, có thể trở thành nhân vật chính hoặc bạn đồng hành. Trong Pokémon Ranger: Shadows of Almia, Lucario xuất hiện dưới vai trò "boss" cai quản viên đá màu xanh.

### Trong anime

Lucario nổi bật như là trung tâm của poster quảng bá cho bộ phim hoạt hình Pocket Monsters Advanced Generation the Movie: Mew and the Wave Hero Lucario.

Vai trò chính của Lucario trong anime là sự xuất hiện của anh trong bộ phim Pokémon thứ tám, Pocket Monsters Advanced Generation the Movie - Mew and the Wave Hero: Lucario. Trong phim, Lucario là người hầu cho một quý tộc tên là Sir Aaron tại một thành phố mang phong cách Phục hưng tên là Cung điện Cameron. Lucario nghĩ về Sir Aaron vừa là chủ nhân vừa là bạn thân của mình, mặc dù sau khi Aaron nhốt anh ta vào một phòng ma thuật, Lucario bắt đầu đặt câu hỏi về bất kỳ mối quan hệ giữa người và Pokémon. Lucario trong phim, được lồng tiếng Anh bởi Sean Schemmel, có thể nói tiếng người với khả năng ngoại cảm. Lucario hy sinh thân mình để cứu Cây khởi đầu, mặc dù các cảnh phim cho thấy anh ta với Ngài Aaron ở thế giới bên kia, nơi họ vui vẻ ăn một thanh sô cô la.
Sumomo, thủ lĩnh hội quán thứ 3 ở Vùng Sinnoh, có một Lucario và nó đã được nhìn thấy trong bốn tập khác nhau của loạt Diamond và Pearl. Nó lần đầu tiên được nhìn thấy chiến đấu với Sumomo đang được đào tạo của họ. Lucario sử dụng Aura Sphere để ngăn chặn trận chiến giữa Eleboo, Pochama và Pikachu, và được nhìn thấy chiến đấu với Pokémon của Shinji trong một đoạn hồi tưởng. Lucario được nhìn thấy một lần nữa khi nó chiến đấu trong trận chiến giành huy hiệu hội quán của Haruka với Sumomo, nơi nó đánh bại Pochama của Haruka. Sau đó, trong tập tiếp theo, nó chiến đấu trong trận chiến giành huy hiệu hội quán giữa Satoshi với Sumomo. Nó đánh bại Mukubird và Hikozaru của Satoshi, nhưng bị hạ gục cùng với Buoysel của Satoshi, dẫn đến một trận hòa. Cuối cùng, Lucario được nhìn thấy khi nó giúp Satoshi và những người khác đánh bại Đội Manga và Đội Thiên hà. Một Lucario khác xuất hiện trên Đảo Sắt, thuộc sở hữu của một nhà huấn luyện tên Gen. Lucario bảo vệ Satoshi khỏi Pokémon trên hòn đảo đang chiến đấu với nhau.
Lucario xuất hiện trong Tập 107 và 108 Phần Black and White, thuộc quyền sở hữu của Kotetsu. Là một Riolu, nó chiến đấu với Tsutarja, Kenhallow và Pikachu của Satoshi, nơi nó tiến hóa trong khi chiến đấu với Tsutarja. Nó đánh bại cả ba, mang lại cho Kotetsu chiến thắng. Tuy nhiên, trong trận chiến của Kotetsu với Virgil, Booster của Virgil đã đánh bại Lucario, loại Kotetsu khỏi giải đấu.
Lần xuất hiện gần đây nhất của Lucario là trong Tập 030-034 và Tập 043-044 phần XY, thuộc quyền sở hữu của Thủ Lĩnh Nhà Thi Đấu Thành phố Shara, Corni. Trong tập 31 của phần này, Korrina và Lucario của cô cố gắng lấy lại một Lucarionite được bảo vệ bởi Bursyamo. Do điểm yếu của nó, Lucario tỏ ra yếu thế với Bursyamo, nhưng dưới sự khuyến khích của Satoshi và bạn bè, cuối cùng nó đã cố gắng làm bất động Bursyamo. Trước khi ra đòn cuối cùng, Blaziken được tiết lộ là thuộc sở hữu của Concombre, cha của Corni. Họ lấy lại Lucarionite, cho phép nó Tiến Hóa Mega.
Trong tập 32 của phần này, Corni sử dụng Mega Lucario của mình để chiến đấu với Satoshi, nhưng do không kiểm soát được sự biến đổi của nó, nó nhanh chóng mất kiểm soát cho đến khi Lucario của Concombre ngăn chặn nó Trong tập 034, Lucario cuối cùng đã giành được toàn quyền kiểm soát Tiến Hóa Mega của mình và đánh bại thành công Đội Hảo Tiễn đang tấn công Satoshi và bạn bè của anh ta.
Ngoài ra Lucario cũng xuất hiện trong tập trận đấu giữa Corni và Satoshi ở Nhà Thi Đấu Thành phố Shara, trong đó Satoshi đã thắng và đã đánh bại nó, giúp cậu giành được huy hiệu thứ 2 tại vùng Kalos.

### Trong các phương tiện truyền thông khác
Trong manga Pokémon Adventures, giống như trong các trò chơi, nó xuất hiện dưới quyền sở hữu của Gen, người đang trên một chiếc thuyền hướng đến Battle Frontier. Diamond gặp Riley tại Iron Island và Tougan nhờ Gen giúp Diamond mài giũa kỹ năng chiến đấu Pokémon của mình trước khi Diamond đến Hồ Verity. Trong Pokémon Diamond and Pearl Adventure! nhân vật chính, Hareta, nhận được một quả trứng từ Gen nở ra Riolu; sau đó nó tiến hóa thành Lucario. Phantom Thief Pokémon 7 tập trung vào một cậu bé và Lucario, người đã lấy lại những món đồ bị đánh cắp từ những tên trộm